# Ludvík Klíma
Ludvík Klíma (Praga, Reino de Bohemia, 27 de junio de 1912 – Praga, Checoslovaquia, 19 de mayo de 1973) fue un deportista checoslovaco que compitió en piragüismo en la modalidad de aguas tranquilas. Ganó una medalla de bronce en el Campeonato Mundial de Piragüismo de 1948 en la prueba de K4 1000 m.
Participó en dos Juegos Olímpicos de Verano en los años 1936 y 1948, su mejor actuación fue un quinto puesto logrado en Berlín 1936 en la prueba K2 plegable 10 000 m.

## Palmarés internacional
| Campeonato Mundial | Campeonato Mundial    | Campeonato Mundial | Campeonato Mundial |
| Año                | Lugar                 | Medalla            | Evento             |
| ------------------ | --------------------- | ------------------ | ------------------ |
| 1948               | Londres (Reino Unido) | Medalla de bronce  | K4 1000 m          |